# Sangalopsis fugax
Sangalopsis fugax là một loài bướm đêm trong họ Geometridae.